# Peter Daniel (Fußballspieler, 1946)
Peter Aylmer Daniel  (* 22. Dezember 1946 in Ripley, Derbyshire) ist ein ehemaliger englischer Fußballspieler. Der Abwehrspieler stand lange Jahre bei Derby County unter Vertrag. Seine Leistungen wurden aufgrund seiner zumeist unspektakulären und sicherheitsbetonten Spielweise von denen seiner Mannschaftskameraden überschattet und oft war er längere Zeit in der Reservemannschaft aktiv, bevor er in der Saison 1974/75 erfolgreich den langzeitverletzten Roy McFarland vertrat und die englische Meisterschaft gewann.

## Sportlicher Werdegang
Im August 1963 stieß der 16-jährige Peter Daniel zu Derby County. Bei dem damals von Tim Ward trainierten Zweitligisten unterzeichnete er gut ein Jahr später im Dezember 1964 den ersten Profivertrag. Er gehörte zu einer Reihe von vielversprechenden Talenten in der Ära von Ward und nach seinem Debüt im 2. Oktober 1965 gegen Bristol City (2:1) entwickelte er sich als Außenverteidiger zum Stammspieler. Als die „Rams“ in der Saison 1966/67 dann aber auf den 17. Platz abstürzten, wurde Ward entlassen und unter dem Nachfolger Brian Clough kam es zu weitreichenden Kaderveränderungen. Daniel war nur einer von fünf Spielern, mit denen Clough noch längerfristig in Derby plante, jedoch auch er wurde ab Oktober 1967 immer mehr in die Ersatzspieler- und Reservemannschaftrolle gedrängt. Während die neu formierte Mannschaft 1969 die Zweitligameisterschaft gewann und danach zweimal in Folge den englischen Vizetitel gewann, war Daniel daran mit insgesamt 15 Meisterschaftseinsätzen in drei Jahren nur marginal beteiligt.
Kein einziges Mal kam er in der Meistersaison 1971/72 für die A-Mannschaft zum Zuge; stattdessen hatte er im Texaco Cup einige Partien bestritten und in beiden Finalpartien gegen den Airdrieonians FC auf dem Platz gestanden. Dazu gewann er mit dem Reserveteam den Titel in der Central League. In der folgenden Spielzeit 1972/73 konnte Derby County den Titel nicht verteidigen, aber Daniel kam in neun Ligapartien zum Einsatz – er vertrat dabei jeden der vier Stammspieler in der Abwehrreihe. Langsam kämpfte er sich in den Fokus zurück, woran einerseits der Trainerwechsel von Clough zu Dave Mackay, vor allem jedoch die schwerwiegende Verletzung von Roy McFarland im Jahr 1974 großen Anteil hatte. An der Seite von Colin Todd bildete Daniel in der Saison 1974/75 das neue Verteidigungszentrum und die Grundlage für die erneute englische Meisterschaft. Erst gegen Ende der Spielzeit kehrte McFarland in die Mannschaft zurück und Daniel, der für seine Darbietungen vereinsintern als bester „Spieler des Jahres“ ausgezeichnet wurde, kehrte in die „zweite Garde“ zurück. In den folgenden vier Jahren bis Februar 1979 half er sporadisch auf den diversen Abwehrpositionen aus und dabei sammelte er 49 Ligaeinsätze an. Sein letzter Auftritt am 16. Dezember 1978 endete gegen den FC Arsenal mit einer 0:2-Niederlage.
Daniel wechselte im Frühjahr 1979 in die nordamerikanische NASL zu den kanadischen Vancouver Whitecaps. Dort hatte er bereits im Jahr zuvor auf Leihbasis gespielt und die zweite Meisterschaftsrunde endete mit dem Gewinn der NASL Soccer Bowl. Er kehrte anschließend in die englische Heimat zurück und spielte ab März 1980 für Burton Albion in der Northern Premier League sowie ab Oktober 1980 für Belper Town in der Midland League.

## Titel/Auszeichnungen
- Englische Meisterschaft (1): 1975
- Texaco Cup (1): 1972
- NASL Soccer Bowl (1): 1979